# Tonorécepteur
Un tonorécepteur est un récepteur sensoriel qui est associé à l'audition.